# Erzeparchie Lemberg (Armenier)

Armenische Kathedrale Lemberg, bis zum Zweiten Weltkrieg Kathedrale der unierten Armenier, 2001 der autokephalen Armenischen Apostolischen Kirche übergeben

Die Erzeparchie Lemberg (lateinisch Archieparchia Leopolitana Armenorum) ist eine armenisch-katholische Erzeparchie in der Ukraine. 

## Geschichte
Bereits seit dem 14. Jahrhundert leben Armenier in Lemberg (heute Lwiw). Sie erhielten mit der Erzeparchie Lemberg 1630 ein eigenes Bistum, das zugleich Metropolitansitz wurde. Es zählte ehemals etwa 5.000 armenische Christen und war in 3 Dekanate mit 9 Pfarreien und 19 Kapellen gegliedert. Die 20 Priester waren oft birituell, feierten also den Gottesdienst im armenischen und im römischen Ritus. Es gab in Lemberg auch ein Kloster mit zwischen 11 und 19 armenischen Benediktinerinnen.
Noch vor dem Zweiten Weltkrieg starb der Erzbischof, ohne dass ein Nachfolger gewählt wurde. Am 4. Mai 1945 wurde der Administrator der Erzeparchie verhaftet und nach Sibirien verschleppt, wo er auch starb. Schon 1946 siedelten die Mehrzahl der Gläubigen und 8 Priester nach Polen über, denen 1947 auch die Benediktinerinnen folgten. Die Erzeparchie hatte sich damit quasi aufgelöst und befindet sich bis heute in Vakanz.
Da die Gemeinde 1991 nur noch zwischen 20 und 30 Gläubige zählte, konnte sie vom Staat ihre Kathedrale nicht mehr zurückfordern.